# Thor-Burner

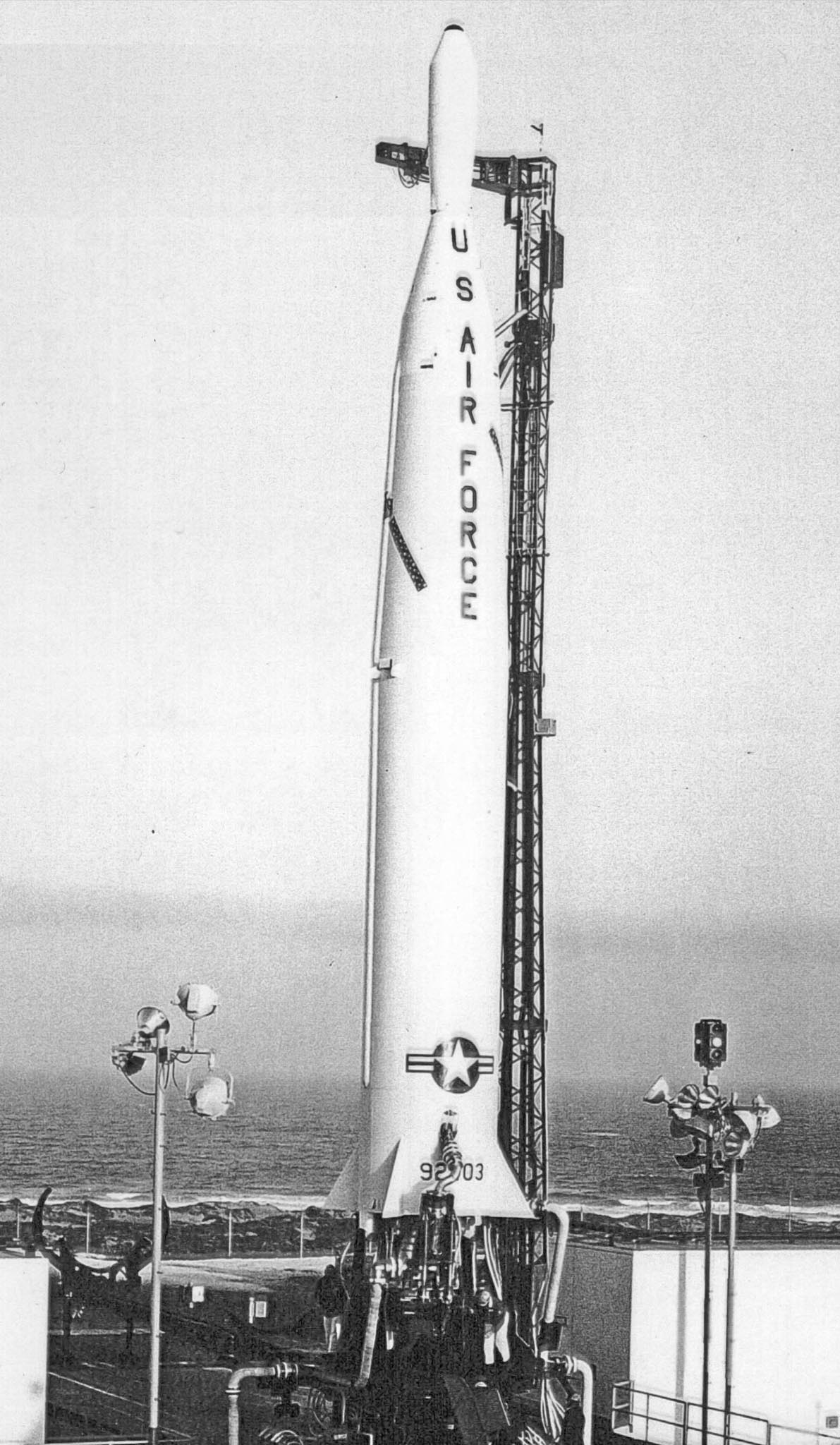
Thor Burner 2

Le Thor-Burner est un lanceur spatial léger développé à partir du missile balistique de portée intermédiaire PGM-17 Thor surmonté d'un ou deux étages à propergol solide. Ce lanceur militaire a été utilisé entre 1965 et 1980 pour  placer en orbite les satellites météorologiques DMSP de l'Armée de l'Air américaine. Il a été rapidement mis au point à partir de composants existants pour se substituer à la fusée Scout trop peu fiable.  Les Thor-Burner font partie de la vaste famille des lanceurs légers militaires Thor partageant le même premier étage qui comprend les Thor-Able (en), Thor-Ablestar (en), Thor-Agena et Thorad-Agena.

## Caractéristiques techniques
Cinq versions se sont succédé  avec une puissance croissante (150  à   500 kg en orbite polaire). Ce lanceur a été tiré à 31 reprises (deux échecs totaux et deux échecs partiels). Pour tous les tirs sauf deux la charge utile était constituée par un satellite DSAP/DMSP. Les satellites DMSP devenant de plus en plus lourd il est remplacé par la lanceur Atlas.
Ce lanceur de l'Armée de l'Air est développé  en combinant des missiles balistiques Thor  (1e étage) désaffectés (ces missiles balistiques à portée intermédiaire installés au Royaume-Uni avaient été retirés à la suite du compromis trouvé par le président Kennedy avec l'Union soviétique pour résoudre la crise des missiles de Cuba) et des étages à propergol solide FW-4S fournis par United Technology Corporation. La centrale à inertie du missile est remplacée par une équipement de guidage développé par Bell Telephone Laboratory et une section contenant des propulseurs à gaz froid pour le contrôle d'attitude est ajoutée au sommet du premier étage pour maintenir l'axe de l'étage Star 20 aligné lors de sa mise à feu. Cette première version, baptisée Burner I, effectue son premier vol en 1965. Dès 1966 une version plus puissante  (Burner II) est utilisée pour les satellites DMSP. Elle est dotée d'un deuxième étage à propergol solide Star 37 développé par Boeing et d'un troisième étage également à propergol solide. Ces deux étages seront agrandis à deux reprises (version IIA et ISS) pour faire face à l'augmentation de la masse des satellites DMSP,.
|                               | Thor-Burner I (MG-18) | Thor-Burner 1         | Thor-Burner 2      | Thor-Burner 2A     | Thor ISS           |
| ----------------------------- | --------------------- | --------------------- | ------------------ | ------------------ | ------------------ |
| Lancements/échecs             | 2/1                   | 4/1                   | 12/0               | 8/1                | 5/1                |
| Dates                         | 1965                  | 1965-1966             | 1966-1971          | 1971-1976          | 1976-1980          |
| Longueur                      |                       | 23 m.                 | 22,01 m            | 24,55 m            |                    |
| Diamètre max                  | 2,44 m                | 2,44 m                | 2,44 m             | 2,44 m             | 2,44 m             |
| Masse au lancement            |                       | 50 t.                 | 50 t.              |                    |                    |
| Charge utile (orbite polaire) |                       | 150 kg                | 250 kg             | 300 kg             | 500 kg             |
| Étages                        | 2                     | 2                     | 3                  | 3                  | 3                  |
| 1er étage (missile Thor)      |                       |                       |                    |                    |                    |
| Moteur                        | Rocketdyne LR-79-7    | Rocketdyne LR-79-7    | Rocketdyne LR-79-7 | Rocketdyne LR-79-7 | Rocketdyne LR-79-7 |
| Poussée au décollage          | 667 kN (au sol)       | 667 kN (au sol)       | 667 kN (au sol)    | 667 kN (au sol)    | 667 kN (au sol)    |
| Ergols                        | RP-1/LOX              | RP-1/LOX              | RP-1/LOX           | RP-1/LOX           | RP-1/LOX           |
| Durée de fonctionnement       | 164,4 s               | 164,4 s               | 164,4 s            | 164,4 s            | 164,4 s            |
| Masse au lancement/à vide     | 48,6 / 3,2 t          | 48,6 / 3,2 t          | 48,6 / 3,2 t       | 48,6 / 3,2 t       | 48,6 / 3,2 t       |
| Longueur                      | 18,66 m               | 18,66 m               | 18,66 m            | 18,66 m            | 18,66 m            |
| Diamètre                      | 2,44 m                | 2,44 m                | 2,44 m             | 2,44 m             | 2,44 m             |
| 2e étage                      |                       |                       |                    |                    |                    |
| Moteur                        | MG-18                 | Altair-3 ou Star-20 ? | Star-37B           | Star-37B           | Star-37BXE         |
| Poussée                       | ? kN                  | 27,13 kN              | 44,5 kN            | 44,5 kN            | 751,1 kN           |
| Ergols                        | HTPB                  | HTPB                  | HTPB               | HTPB               | HTPB               |
| Masse au lancement/à vide     |                       | 301 / 29 kg           | 718 / 64 kg        | 718 / 64 kg        | 1150 / 83 kg       |
| Durée de fonctionnement       | -                     | 28,4 s                | 41,8 s             | 41,8 s             | 59,6 s             |
| Longueur                      | -                     | -                     | -                  | -                  | -                  |
| Diamètre                      | -                     | 0,5 m                 | 0,93 m             | 0,93 m             | 0,93 m             |
| 3e étage                      |                       |                       |                    |                    |                    |
| Moteurs                       |                       |                       | Star-13A           | Star-26B           | Star-337S          |
| Poussée                       |                       |                       | 5,87 kN            | 34,63 kN           | ? kN               |
| Ergols                        |                       |                       | HTPB               | HTPB               | HTPB               |
| Masse au lancement/à vide     |                       |                       | 38/5 kg            | 261/23 kg          | 711/53 kg          |
| Durée de fonctionnement       |                       |                       | 15,9 s             | 18,3 s             | ? s                |
| Longueur                      |                       |                       | -                  | -                  | -                  |
| Diamètre                      |                       |                       | 0,34 m             | 0,66 m             | 0,93 m             |